# Aeropuerto de Eastmain River
El Aeropuerto de Eastmain River (del inglés: Eastmain River Airport) (IATA: ZEM, OACI: CZEM) está ubicado a 1 MN (1,9 km; 1,2 mi) al suroeste de Eastmain, Quebec, Canadá.

## Aerolíneas y destinos
- Air Creebec
  - Montreal / Aeropuerto Internacional de Montreal-Trudeau